# 2003年のラジオ (日本)
2003年のラジオ (日本)では、2003年の日本のラジオ番組、その他ラジオ界の動向について記す。

## 主な番組関連の出来事

### 1月
- 1日 - 九州朝日放送開局50周年記念特別番組として、以前夜のワイド番組として放送され、"KBCラジオ伝説の番組"として語り継がれている『PAO〜N ぼくらラジオ異星人』が1990年の終了以来、新春特別番組『元旦だよ、PAO〜N復活祭』として13年ぶりの復活。パーソナリティーは最終回まで務めた沢田幸二、沢田と同期の奥田智子に加え中島浩二の3人で9時 - 21時の12時間にわたって放送された。この番組がきっかけとなり、3月31日に昼のワイド番組として復活・再スタートをすることになる。

### 3月
- 28日 - ニッポン放送の夕方の帯ワイド番組『鶴光の噂のゴールデンアワー』が終了。16年の歴史に幕。
- 月末 - TBSラジオの平日10分の裏送り番組『ミュージック・ハイウェイ』が終了。26年の歴史に幕。

### 4月
- 7日 - TBSラジオの平日10分番組『ドライバーズ・リクエスト』が開始。

## 開局
全てコミュニティーFM局のみ
- 1月14日 - エフエムキャッチ（Pitch FM（ピッチ・エフエム））
- 1月19日 - エフエムさんだ（2024年3月31日廃局。翌日からインターネットラジオに移行）
- 3月31日 - 京都コミュニティ放送（京都三条ラジオカフェ）
- 4月1日  - さっぽろ村ラジオ
- 4月16日 - エフエムいずも（愛ステーション）
- 7月21日 - レインボータウンエフエム放送
- 8月5日 - 喜多方シティエフエム（FMきたかた）
- 10月7日 - エフエム周南

## 商号変更
- 6月 - エフエムはちまるに→FM802
- 6月1日 - 兵庫エフエムラジオ放送→Kiss-FM KOBE
- 10月1日
  - 日本短波放送→日経ラジオ社
  - エフエムジャパン→J-WAVE

## 特別番組

### 1月放送
- 1日 - 新春特別番組『元旦だよ、PAO〜N復活祭』（九州朝日放送、9:00 - 21:00）

## 開始番組

### 2003年3月放送開始
中国放送
- 31日 - 平成ラヂオバラエティごぜん様さま

九州朝日放送
- 31日 - PAO〜N（午後のワイド番組として復活・再スタート）

### 2003年4月放送開始
NHKラジオ第1放送
- 1日 - きょうも元気でわくわくラジオ

NHKラジオ第2放送
- 7日
  - おはなしの旅
  - アラビア語講座

NHK-FM放送
- 1日 - ポップスライブラリー

TBSラジオ
- 7日 - ドライバーズ・リクエスト

中国放送
- 3日 - 保田隆のHeart Beatラジオ

## 終了番組

### 2003年3月放送終了
TBSラジオ
- 月内 - ミュージック・ハイウェイ

ニッポン放送
- 28日 - 鶴光の噂のゴールデンアワー

新潟放送
- 29日 - ハロー!!ジャンボサタデー

### 2003年9月放送終了
MBSラジオ
- 26日 - ごめんやす馬場章夫です